# Kogerkerk
De Kogerkerk is gelegen aan de Kerkstraat 14 in het Noord-Hollandse Koog aan de Zaan. Het gebouw stamt uit 1685 en werd in 1824 vergroot tot een kruiskerk. Op de kruising staat een toren uit 1920-1922 met een weerhaan. De kerk is in 1920 door een brand verwoest en daarna herbouwd.

## Interieur
In de kerk bevindt zich:
- preekstoel (1686)
- doophek (1826)
- drie herenbanken (eerste kwart 19e eeuw)
- kerkbanken (laatste kwart 17e eeuw)
- twee koperen lezenaars (17e en 19e eeuw)
- koperen doopbekkenhouder (laatste kwart 17e eeuw)
- vier koperen lichtkronen (laatste kwart 17e eeuw)
- een glazen lichtkroon (eerste kwart 19e eeuw)
- een votiefschip (model van driemaster, laatste kwart 17e eeuw)

Het orgel is in 1922 gebouwd door de firma H.W. Flentrop (Zaandam), met gebruikmaking van de orgelkas van Van den Brink uit 1853. In 1977 is de dispositie van het orgel gewijzigd door Flentrop Orgelbouw. Het orgel is hierna verschillende malen gerestaureerd en in 2008 werd het orgel in de staat van 1922 gebracht. Op de begane grond bevindt zich een moderner orgel uit 1964 dat sinds 2005 in de kerk staat. Dit orgel is afkomstig uit een kerk in Wormerveer.

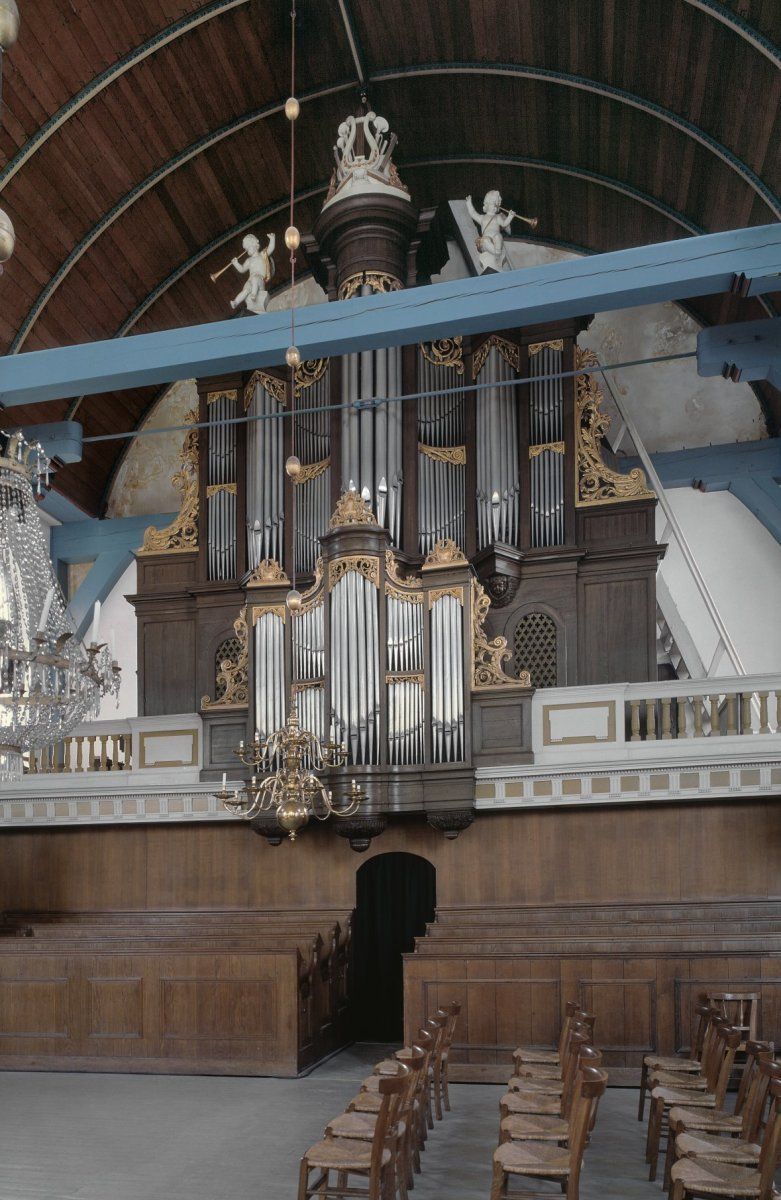
Orgel
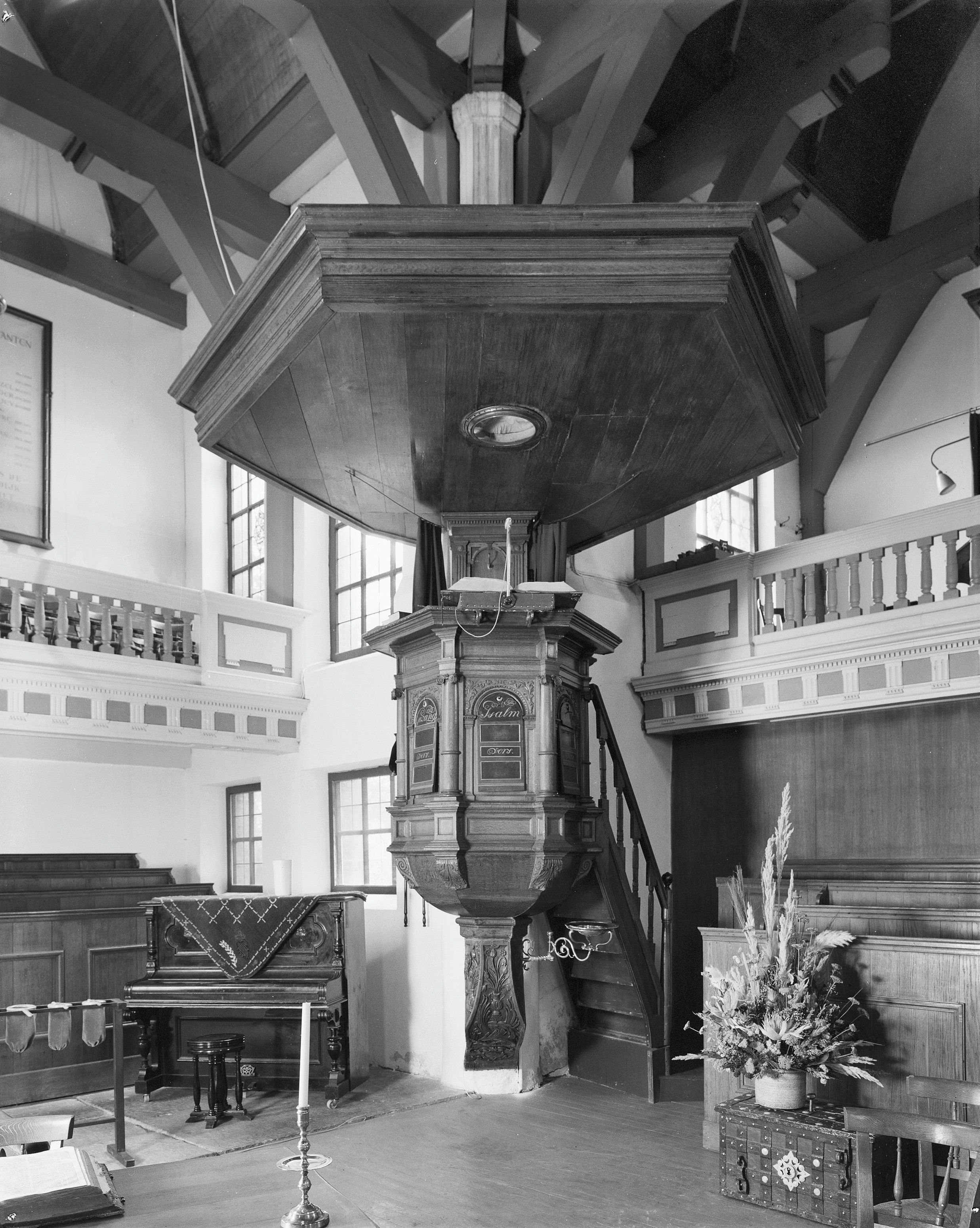
Preekstoel
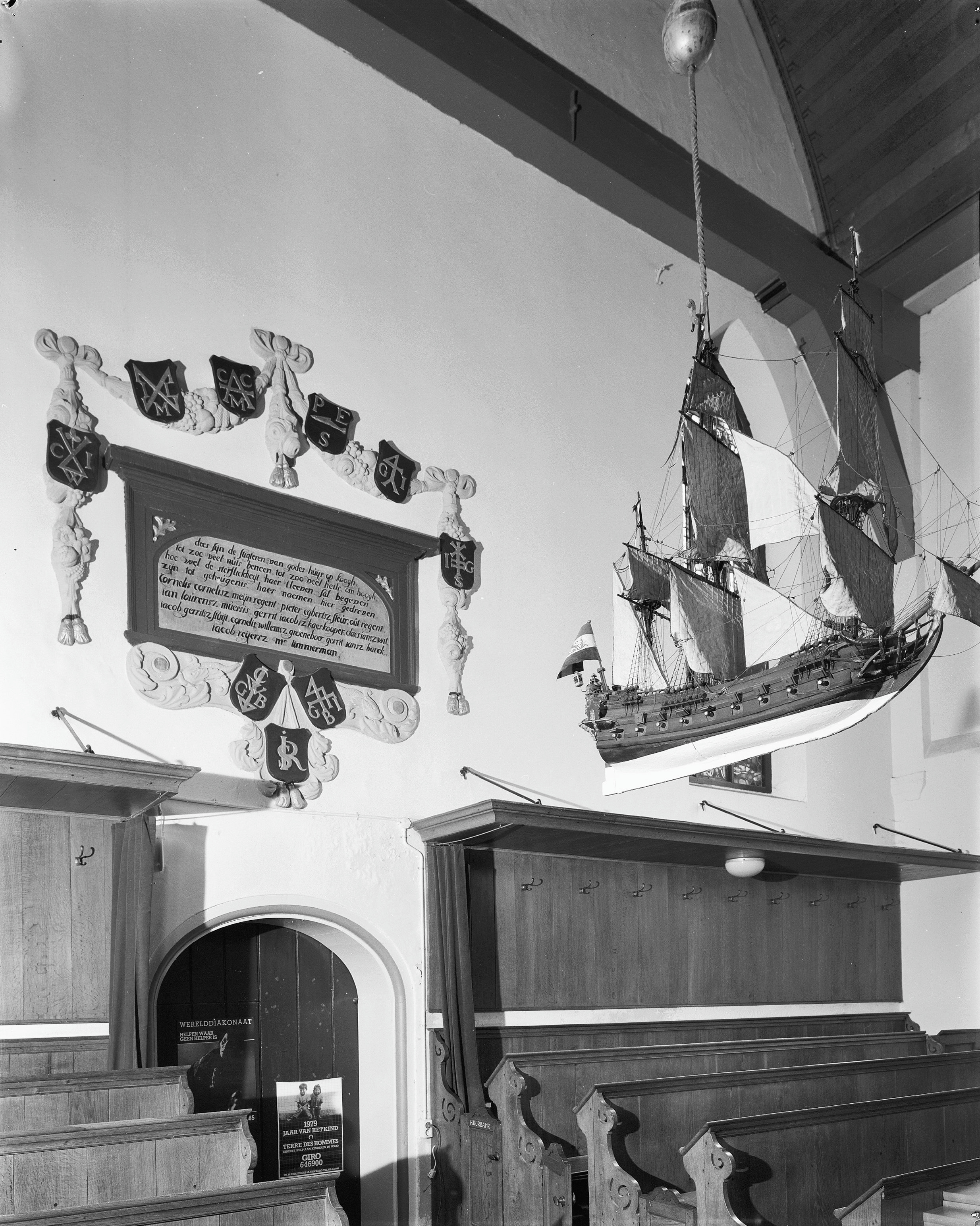
Gedenksteen en schip
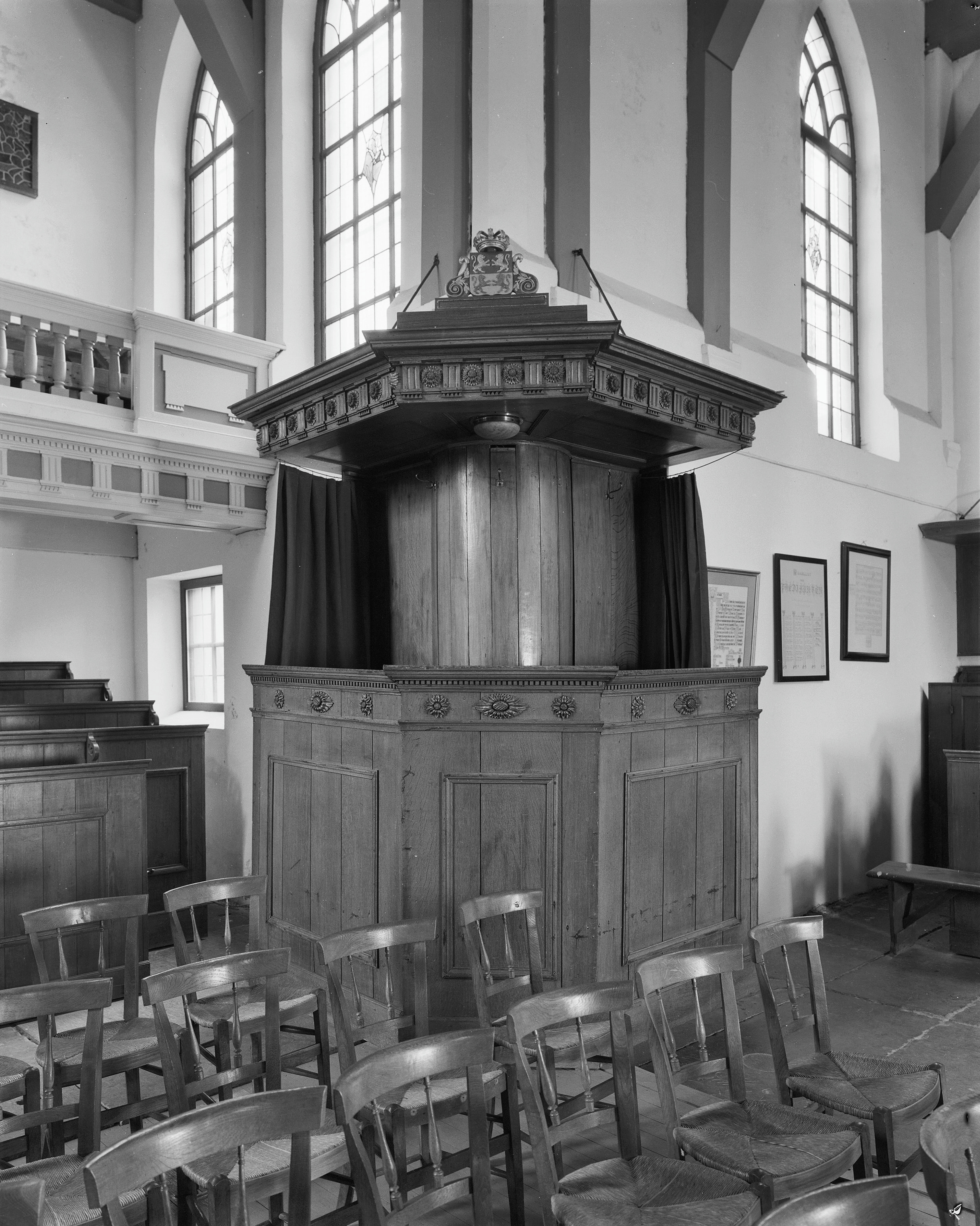
Herenbanken